# Hans Eppinger
Dr. Hans Eppinger Jr. (5 de Janeiro de 1879 - 25 de Setembro de 1946) foi um médico austríaco que estudou o fígado e realizou experiências no Campo de concentração de Dachau para estudar vários métodos de tornar a água do mar potável.

## Vida
Hans Eppinger nasceu em Praga, filho do médico Professor Hans Eppinger [Sr] [1848-1916] filho de Heinrich Eppinger (1813–1868), notário e diretor de chancelaria no mosteiro de Braunau (Broumov) na Boêmia e sua esposa Aloisia Salomon. Hans Eppinger Sr casou-se com Georgine Zetter em Klagenfurt e teve duas filhas e um filho, Hans Eppinger júnior. Hans Eppinger Jr estudou em Graz e Estrasburgo. Em 1903, tornou-se médico em Graz, trabalhando em uma clínica médica. Mudou-se para Viena em 1908 e em 1909 especializou-se em medicina interna, particularmente doenças do fígado. Tornou-se professor em 1918, lecionou em Freiburg em 1926 e em Colônia em 1930.
Em 1936, ele é conhecido por ter viajado a Moscou para tratar de Joseph Stalin. Um ano depois foi chamado para tratar a rainha Maria da Romênia.
Eppinger era "membro do NSDAP em posição de liderança" desde setembro de 1937. Nas semanas anteriores ao Anschluss, a casa de Eppinger serviu de alojamento para as "células de estudantes nazistas" da Universidade de Viena, não muito diferente da dos professores vienenses Wilhelm Falta e Hans Spitzy. Em 28 de maio, ele solicitou formalmente a admissão no NSDAP e foi admitido retroativamente a 1º de maio (número de membro 6.164.614). Seus médicos assistentes e superiores eram "quase sem exceção" oficiais da SS e SA. Ao saber que, ao contrário de suas expectativas, não pretendia ser o presidente da reunião do Congresso Internista em Viena, ele protestou junto ao NSDÄB. Isso não é aceitável, afinal ele é um "ariano completo".

## Experimentos em Dachau

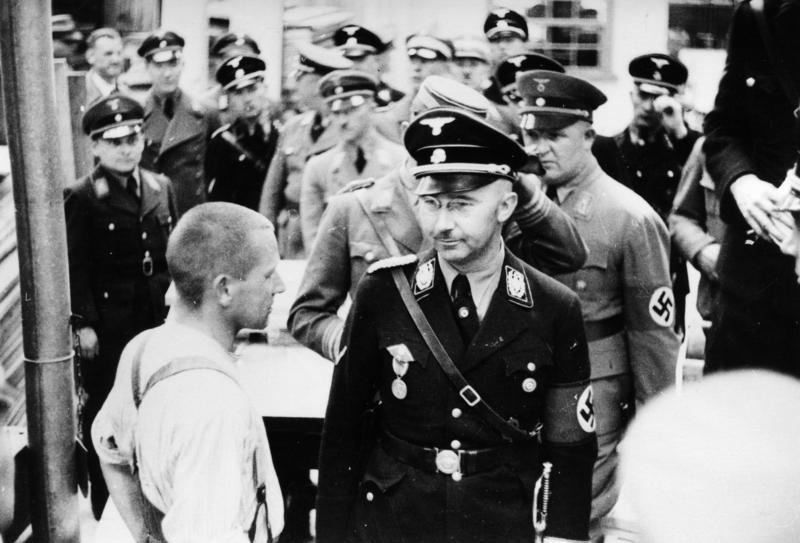
Heinrich Himmler (na frente, à direita, ao lado do prisioneiro) inspecionando o Campo de Concentração de Dachau em 8 de maio de 1936.

Como resultado de seus experimentos com prisioneiros de campos de concentração em Dachau, ele ganhou notoriedade durante a Segunda Guerra Mundial. Junto com o professor Wilhelm Beiglböck [de], ele realizou testes em 90 prisioneiros ciganos, fornecendo-lhes água do mar como única fonte de fluidos. (Em alguns casos, o gosto da água foi disfarçado para esconder o conteúdo salino) Os prisioneiros sofriam de desidratação grave, e testemunhas relataram que foram vistas lambendo o chão que esfregaram na tentativa de se hidratar. O objetivo do experimento era determinar se os prisioneiros sofreriam sintomas físicos graves ou morte em um período de 6 a 12 dias.

## Captura e suicídio
Eppinger, 67, cometeu suicídio após a guerra, supostamente usando veneno. Isso ocorreu um mês antes de ele ser chamado para testemunhar nos Julgamentos de Nuremberg. Muito mais tarde, descobriu-se que ele tinha uma conta bancária não reclamada na Suíça.

## Termos médicos homônimos
Os seguintes termos médicos foram nomeados após Eppinger:
- Cauchois-Eppinger-Frugoni syndrome (renomeado para trombose da veia porta)
- Eppinger's spider naevus (Angioma de aranha)

A partir de 1973, a Fundação Falk de Freiburg concedeu o Prêmio Eppinger por contribuições excepcionais à pesquisa do fígado. No entanto, quando as atividades de Eppinger em Dachau foram trazidas à atenção do público em 1984, o prêmio foi cancelado.
Em 1976, a cratera lunar 'Euclides D' foi renomeada pela IAU para homenagear Hans Eppinger. No entanto, em 2002, depois que a associação de Eppinger com os campos de prisioneiros nazistas foi levada ao conhecimento do Grupo de Trabalho para Nomenclatura do Sistema Planetário pela Lunar Republic Society, o nome foi abandonado. Em julho de 2009, a cratera foi novamente listada oficialmente como Euclides D.

## Publicações (seleção)
- com Leo Hess: Vagotonie. Klinische Studie. Berlim: Hirschwald, 1910 (Sammlung klinischer Abhandlungen über Pathologie und Therapie der Stoffwechsel- und Ernährungsstörungen. H. 9/10)
- Die hepato-lienalen Erkrankungen. (Pathologie der Wechselbeziehungen zwischen Milz, Leber und Knochenmark). Enth.: Ranzi, Egon: Die Operationen an der Milz bei den hepato-linealen Erkrankungen. Berlim: Springer, 1920
- Über das Asthma cardiale. Versuch zu einer peripheren Kreislaufpathologie. Berlim: Springer, 1924
- Die Krankheiten der Leber mit Einschluß der hepatolienalen Affektionen. Leipzig: Thieme, 1926
- Das Versagen des Kreislaufes. Dynamische und energetische Ursachen. Berlinm: Springer, 1927
- Die seröse Entzündung. Wien: Springer, 1935
- Die Leberkrankheiten. Allgemeine u. spezielle Pathologie u. Therapie der Leber. Wien: Springer, 1937
- Die Permeabilitätspathologie als die Lehre vom Krankheitsbeginn. Wien: Springer, 1949